# پولتاوکا (شهرستان یای‌ایل)
پولتاوکا (به لاتین: Poltavka) یک منطقهٔ مسکونی در قرقیزستان است که در شهرستان یای‌ایل واقع شده‌است. پولتاوکا ۴٬۱۴۳ نفر جمعیت دارد.